# Armand Trousseau

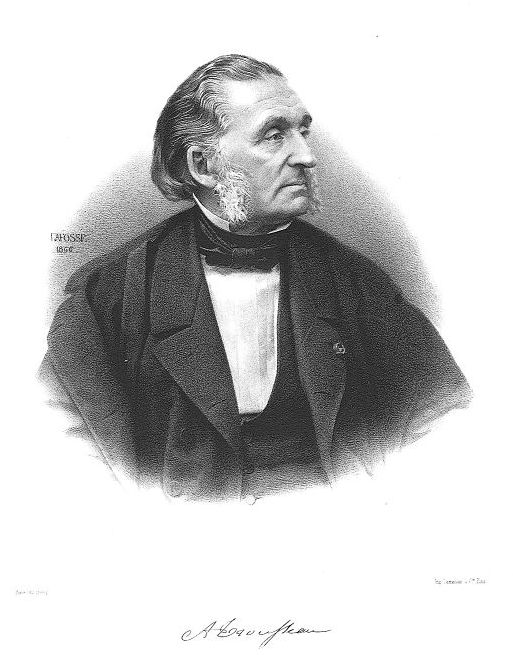
Armand Trousseau.

Armand Trousseau (Tours, 14 ottobre 1801 – Parigi, 23 giugno 1867) è stato un medico francese.

## Biografia
Armand Trousseau nacque a Tours da una famiglia con scarse possibilità economiche ed in giovane età  rimase orfano.
Svolse gli studi giovanili al Lycée di Orléans prima e al Lycée di Lione poi. Ha ricevuto la prima formazione medica nella sua città d'origine, presso l'Hôpital Générale, sotto la guida del dottor Pierre Fidele Bretonneau, dal quale apprese la tecnica della tracheotomia. Trousseau terminò la formazione medica nella capitale francese presso l'Ecole de Médicine e approfondì l'anatomia e la patologia all'Hospice di Charenton. Completò la carriera di studi nel 1825 conseguendo il dottorato. Solamente due anni dopo, nel 1827, divenne Agrégé presso la facoltà parigina.
Nel 1828 fu incaricato dal governo di condurre delle indagini riguardanti epidemie nel sud della Francia. Nello stesso anno, a Gibilterra, egli portò avanti studi sulla febbre gialla assieme a Pierre Louis e Nicholas Chervin. Al suo ritorno a casa ricevette numerosi riconoscimenti per il lavoro svolto.
Nel 1830 divenne fisiologo presso l'Hôtel-Dieu come assistente del dottor Claude Joseph Anthelme Récamier, incarico che rivestì per i tre anni successivi. Nel 1837 fu insignito, assieme a Hippolyte Belloc, del grande premio dell'Académie de Médicine per la pubblicazione di un libro a proposito della tisi laringea, laringite cronica e malattie dell'apparato fonatorio. Questo testo fu tradotto in varie lingue, tra cui inglese e tedesco.
Dall'Hôtel-Dieu Trousseau si trasferì all'Hôpital St.Antoine, e nel 1836 fu nominato primario di farmacologia presso la Faculté de Médicine di Parigi. In questo periodo sono numerosi gli articoli che il medico francese pubblicò a proposito della tracheotomia e dei casi di tifo riscontrati presso l'ospedale dove lavorava.
Nel 1850 assunse la cattedra di medicina clinica all'Hôtel-Dieu. Sei anni dopo, nel 1856, divenne membro dell'Académie de Médicine. Le attività di Armand Trousseau non si esaurirono nell'ambito della medicina, egli svolse anche incarichi attivi nel campo della politica, infatti nel 1848 rivestì il ruolo di deputato all'interno dell'Assemblea Costituente.
Morì a Parigi nel 1867 all'età di sessantacinque anni dopo aver sviluppato un cancro del pancreas (descrisse su se stesso la sindrome paraneoplastica che porta il suo nome, la Sindrome di Trousseau) ed è sepolto nel famoso cimitero di Père-Lachaise, in Francia.

## Contributi alla medicina
Trousseau è stato il primo medico francese a praticare la tracheotomia. Inoltre è famoso per aver scoperto il segno di malignità di Trousseau, anche nota come Sindrome di Trousseau, e il Segno di tetania latente di Trousseau. Entrambe sono tecniche per la diagnosi di patologie, cancro nel primo caso, ipocalcemia nel secondo.

## Intitolazioni
Ad Armand Trousseau è stato dedicato un ospedale pediatrico a Parigi e un secondo a Tours. Esistono inoltre una piazza e una via, nei pressi del vecchio ospedale parigino, che portano il suo nome.

## Opere
- "Traité de thérapeutique et de matière médicale". Scritto insieme a Hermann Pidoux (1808-1882). 2 volumi, Parigi, Béchet jeune, 1836-1839.
- "Traité pratique de la phthisie laryngée, de la laryngite chronique, et des maladies de la voix". Scritto insieme a Hippolyte Belloc. Parigi, Chez J. B. Baillière, 1837.
- "Documents recueillis par la commission Française envoyée à Gibraltar pour observer la fièvre jaune qui a regné dans cette place".2 volumi; Parigi, 1830.
- "Mémoire sur un cas de tracheotomie pratiquée dans la période extrème de croup".Journal des connaissances médico-chirurgicales, 1833.
- "Expèriences homoeopathiques tentées à l'Hôtel-Dieu du Paris".Journal des connaissances médico-chirurgicales, 1834.
- "Phlegmasia alba dolens".Clinique Medicale de L'Hotel Dieu de Paris. Parigi, 1865.
- "Sur le pouls des enfants à la mamelle". Journal des connaissances médico-chirurgicales, 1841.
- "De L'Epilepsie". Clinique Medicale de L'Hotel-Dieu de Paris, 1877.
- "Du tubage de la glotte et de la trachéotomie". Parigi, 1851.
- "Du tubage de la glotte et de la trachéotomie". Parigi, 1851.